# Rein de Waal
Reindert "Rein" Berend Jan de Waal (Amsterdam, 24. studenog 1904. — Amsterdam, 31. svibnja 1985.) je bivši nizozemski hokejaš na travi. 
Osvojio je srebrno odličje na hokejaškom turniru na Olimpijskim igrama 1928. u Amsterdamu igrajući za Nizozemsku. Na turniru je odigrao četiri susreta na mjestu braniča.
Na OI 8 godina poslije, 1936. je na hokejaškom turniru u Berlinu igrajući za Nizozemsku osvojio broncu. Na turniru je odigrao pet susretâ na mjestu braniča. Te godine je igrao za AH&BC.

## Vanjske poveznice
- Profil na Database Olympics
- Profil na Sports-Reference.com  Arhivirana inačica izvorne stranice od 21. srpnja 2009. (Wayback Machine)